# Johann Lonfat
Johann Lonfat (Martigny, Wallis kanton, 1973. szeptember 11. –) svájci labdarúgó-középpályás.